# Blauet nan bicolor
El blauet nan bicolor (Ceyx pusillus) és una espècie d'ocell de la família dels alcedínids (Alcedinidae), subfamília dels Alcedinins (Alcedininae).

## Taxonomia
La primera descripció formal d'aquest petit blauet va ser feta pel zoòleg holandès Coenraad Jacob Temminck l'any 1836 sota l'actual nom binomial de Ceyx pusilla. El nom genèric Ceyx (/ˈsiːɪks/ ) deriva del grec antic: Κήϋξ, (llatinitzat Kēüx), un ocell marí mitològic que es va ofegar al mar, després la seva dona Alcíone va trobar el cos i, desesperada, també es llençà al mar. Més tard els déus, compadits, transformaren la parella en blauets. L'epítet específic pusillus és el nom llatí per a “petit” o “molt petit”.
Hi ha nou subespècies reconegudes:
- C. p. halmaherae (Salomonsen, 1934) es localitza al nord de les Illes Moluques.
- C. p. pusillus (Temminck, 1836) es troba a les illes d'Aru i de Kai a Indonèsia, al sud de Nova Guinea, a les illes de l'Estret de Torres i possiblement a l'extrem del Cap de York a Queensland.
- C. p. laetior (Rand, 1941) viu al nord de Nova Guinea.
- C. p. masauji (Mathews, 1941) habita a l'Arxipèlag de Bismarck.
- C. p. bougainvillei (Ogilvie-Grant, 1914) es troba a les Illes Salomó i Bougainville.
- C. p. richardsi (Tristam, 1882) es distribueix per les illes de l'oest i centre de l'Arxipèlag de les Salomó.
- C. p. aolae (Ogilvie-Grant, 1914) es troba a l'Illa de Guadalcanal.
- C. p. ramsayi (North, 1912) viu al Territori del Nord i a l'oest del Cap de York a Queensland. És d'un blau més pàl·lid amb taques blaves que s'estenen als costats del pit.
- C. p. halli (Mathews, 1912) habita a la costa nord-est de Queensland des del Riu Endeavour fins a la Badia de Keppel. Presenta petites taques blaves que s'estenen als costats del pit.

## Descripció

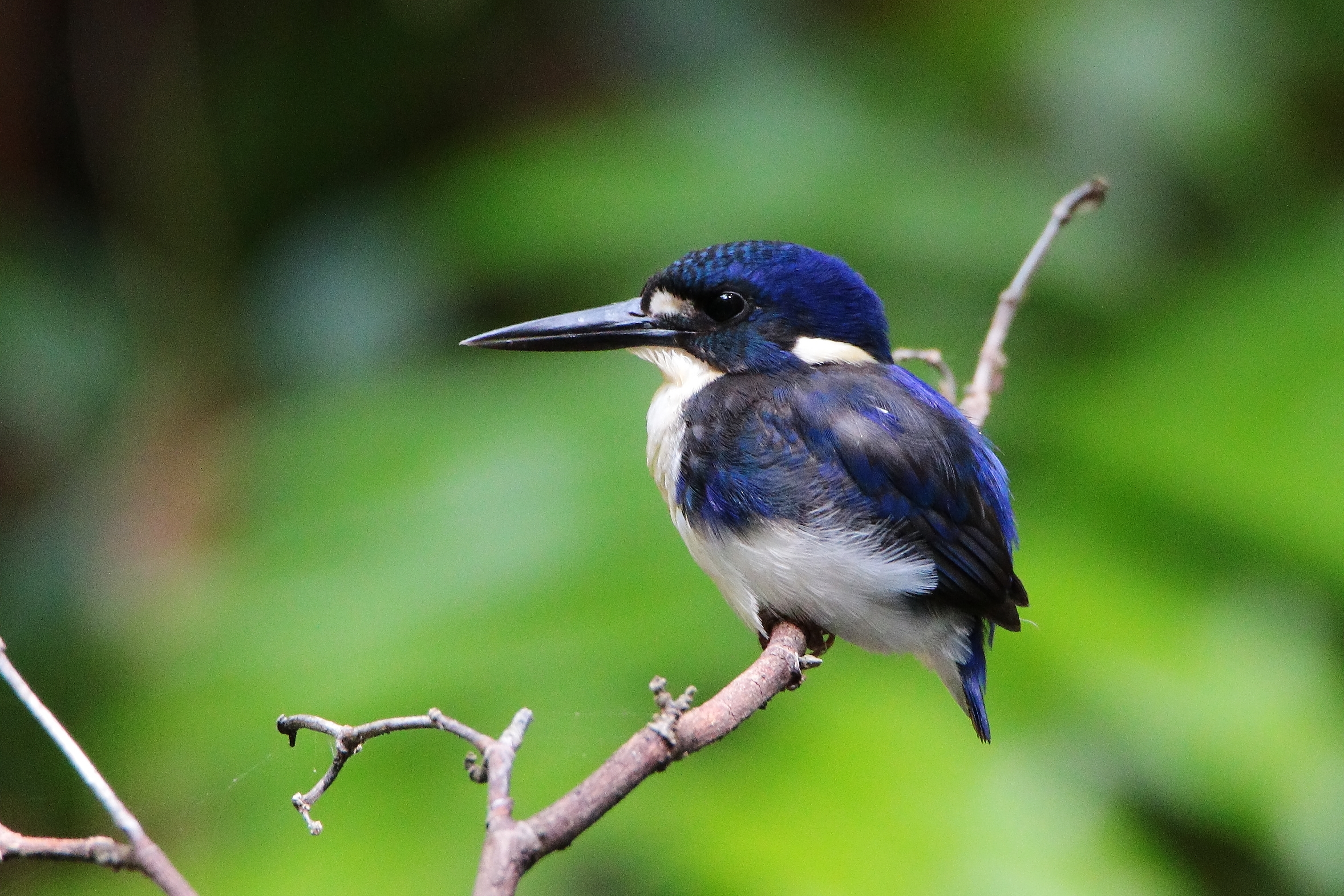
Exemplar a Cairns, Austràlia

El blauet nan bicolor fa d'11,5 a 13 cm de llarg amb l'esquena i el cap d'un blau profund i brillant i un pit blanc de neu. Té un bec pesat i la cua curta. Les potes són de color marró fosc, amb un dit cap al darrere i només dos dits cap endavant. Aquest és un dels blauets més petits del món; només el blauet pigmeu de cap vermell és més petit. El mascle pesa entre 10 i 15 g i la femella entre 10 i 14 g.

## Distribució i hàbitat
El blauet nan bicolor es troba als boscos oberts, selves, pantans i manglars d'Austràlia (nord de Queensland i costa del Territori del Nord), Indonèsia, Papua Nova Guinea i les Illes Salomó. En general, és poc freqüent i sedentari.

## Comportament

### Cria
El blauet nan bicolor excava un petit cau a la vora d'un riu durant l'època d'aparellament (d'octubre a març a Queensland; al febrer al Territori del Nord; i de gener a abril a Papua Nova Guinea). De vegades, el niu es construeix a l'arrel podrida d'un manglar o d'un altre arbre, o en un termiter. La posta consta de 4 o 5 ous brillants, arrodonits i blancs, de 17 mm per 14 mm que es ponen en una cambra al final del cau. Encara que es desconeixen els períodes d'incubació i d’emplomada, se sap que ambdós progenitors alimenten les cries i continuen fent-ho fora del niu durant 9 o més dies fins que les cries són independents.

### Alimentació
El blauet nan bicolor s'alimenta de peixos petits, crustacis, larves d'insectes i escarabats d'aigua. Es posa tranquil·lament sobre una branca propera a l'aigua fins que es llança a l'aigua per capturar la presa, després torna ràpidament i directa a la perxa.

### Veu
El blauet nan bicolor fa un "tzeit-tzeit" agut i grinyolant en vol, que els observadors no solen sentir, tret que estiguin molt a prop.

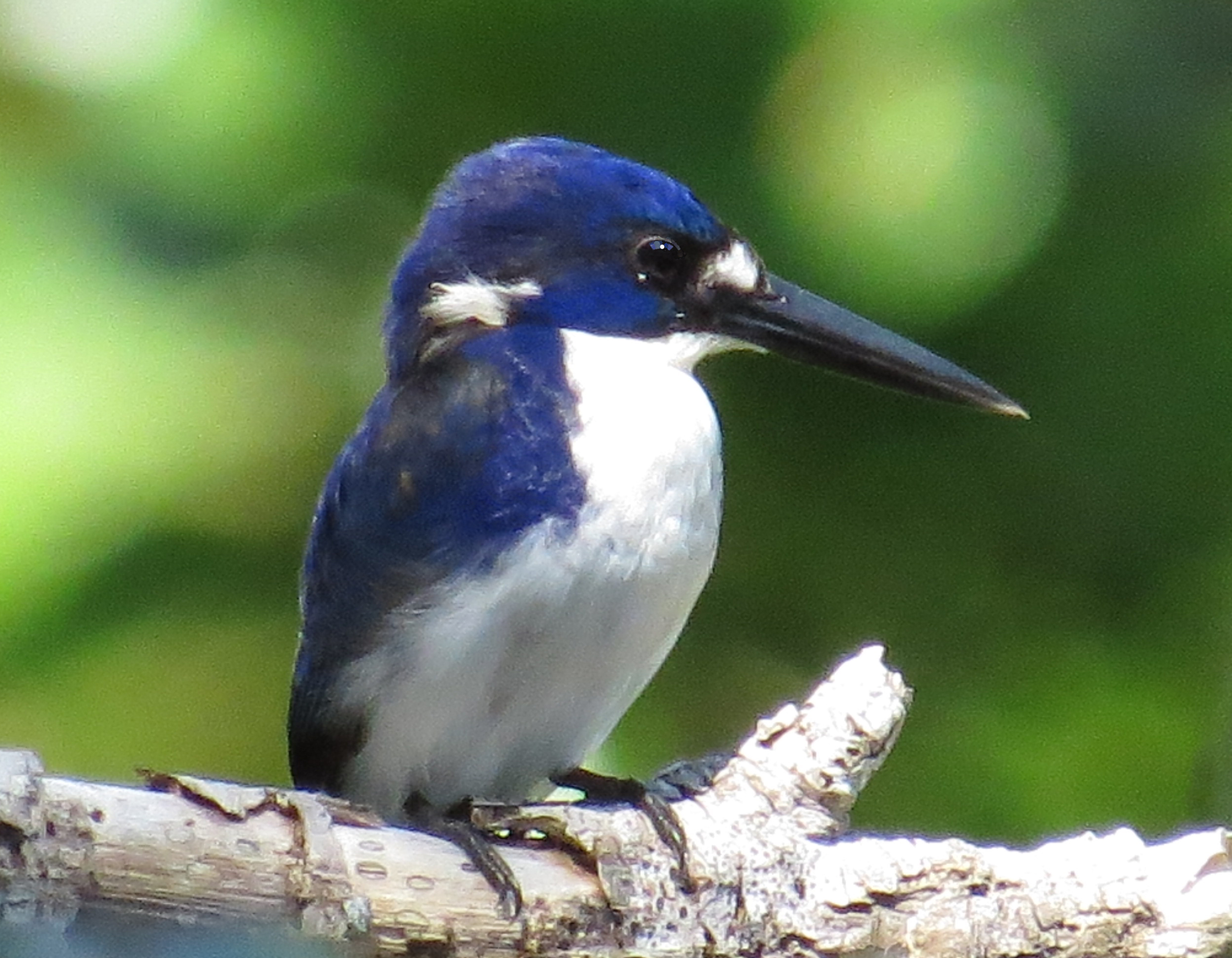
Ceyx pusillus posat en una branca

## Estat de conservació
Tot i que la tendència de la població va a la baixa, el blauet nan bicolor està classificat com de risc mínim a la Llista Vermella de la UICN. No obstant això, certes subespècies poden veure's afectades negativament per l'aclariment dels manglars de manera que la subespècie de l'Illa de Guadalcanal (Ceyx pusillus aolae) no s'ha registrat des de fa diverses dècades.